# Las Vegas (New Mexico)
|  | Dieser Artikel wurde aufgrund von inhaltlichen Mängeln auf der Qualitätssicherungsseite des Projektes USA eingetragen. Hilf mit, die Qualität dieses Artikels auf ein akzeptables Niveau zu bringen, und beteilige dich an der Diskussion! Eine nähere Beschreibung der zu behebenden Mängel fehlt. |

Las Vegas ist eine Stadt im Nordosten des US-Bundesstaates New Mexico in San Miguel County. Las Vegas ist der Sitz der Countyverwaltung (County Seat), hat 13.166 Einwohner und umfasst eine Fläche von 19,5 km². Die Stadt liegt am Gallinas River. In Las Vegas sind auch die New Mexico Highlands University und die West Las Vegas High School beheimatet. „Las Vegas“ bedeutet: „die Auen“; der vollständige spanische Name der Stadt, nämlich: „Nuestra Señora de los Dolores de Las Vegas Grandes“, bedeutet auf Deutsch etwa: „Unsere Frau der Schmerzen von den Großen Auen“.

## Geschichte
New Mexico war von 1821 bis 1846 Bestandteil Mexikos. Las Vegas wurde im Jahr 1835 gegründet, nachdem die mexikanischen Regierung dort einer Gruppe von Siedlern Land zugeteilt hatte. Die Stadt wurde im traditionellen spanischen Kolonialstil angelegt, um einen zentralen Hauptplatz herum. Die die Plaza umgebenden Gebäude konnten im Falle eines Angriffs als Festung dienen. 
Las Vegas florierte bald als Zwischenstation auf dem Santa-Fé-Trail, über den ein Großteil des Handels mit den US-amerikanischen Siedlungszentren am Missouri River abgewickelt wurde. Dadurch geriet Las Vegas zunehmend nicht nur unter wirtschaftlichen, sondern vor allem auch unter politischen und kulturellen Einfluss der USA. 
1846, während des Mexikanisch-Amerikanischen Krieges (1846–1848), hielt der US-General Stephen W. Kearny eine Rede auf der Plaza von Las Vegas, in der er New Mexico für die Vereinigten Staaten beanspruchte. Infolge des Kriegs fiel New Mexico mit dem Friedensvertrag von Guadalupe-Hidalgo von 1848 an die Vereinigten Staaten, wurde jedoch erst 1912 ein US-Bundesstaat. Im Jahr 1852 wurde 32 Kilometer nordöstlich von Las Vegas das Fort Union errichtet, heute eine nationale Gedenkstätte der USA.
Im Jahr 1879 wurden die Gleise der Atchison, Topeka and Santa Fe Railway (ATSF) in etwa 1,6 km Entfernung östlich der Plaza am ersten Siedlungskern von (West) Las Vegas vorbeigeführt. An der Bahnstation bildet sich mit East Las Vegas rasch ein zweiter Siedlungskern. Dank seiner Eisenbahnanbindung boomte Las Vegas und entwickelte sich bald zu einer der größten Städte der Region. Um die Wende vom 19. zum 20. Jahrhundert verfügte Las Vegas bereits über diverse fortschrittliche Einrichtungen, etwa eine elektrifizierte Straßenbahn, das Duncan-Opernhaus an der nordöstlichen Ecke der Kreuzung der 6th Street mit der Douglas Avenue, die im Jahr 1903 erbaute Carnegie-Bibliothek, das 1898 erbaute Hotel „La Castaneda“ der (auf Eisenbahn-Gastronomie spezialisierten) Fred Harvey Company, eine psychiatrische Klinik (das „New Mexico Insane Asylum“) und die „New Mexico Normal School“, Vorläufer der heutigen New Mexico Highlands-Universität. Seitdem in den 1950er Jahren der Niedergang der Eisenbahnindustrie in den USA einsetzte, ist die Bevölkerungszahl von Las Vegas relativ konstant geblieben. 

## Filme
In der Umgebung wurden bereits in den 1910er Jahren viele Westernfilme gedreht. Die Parade- und Gefängnis-Szenen von Easy Rider spielen hier. Teile des Films Die Ballade von Gregorio Cortez (1982) wurden in und um Las Vegas gefilmt. Außerdem wurden Teile des Films John Carpenters Vampire hier gedreht. Zudem war die Stadt kurze Zeit in Freedom Downtime, einem Film um den Hacker Kevin Mitnick zu sehen. 2010 wurden einige Szenen des Filmes Stichtag in der Region um Las Vegas gedreht, ebenso Teile von No Country for Old Men (2007).

## Söhne und Töchter der Stadt
- Ezequiel Cabeza de Baca (1864–1917), Politiker
- Jesse L. Boyce (1881–1961), Politiker
- Woolford Bales Baker (1892–1993), Biologe
- Bert Forbes, Computertechniker[1]
- Mari-Luci Jaramillo (1928–2019), Pädagogin, Hochschullehrerin und Diplomatin
- Wally Funk (* 1939), Pilotin und US-Luftfahrtpionierin